# 青邱図

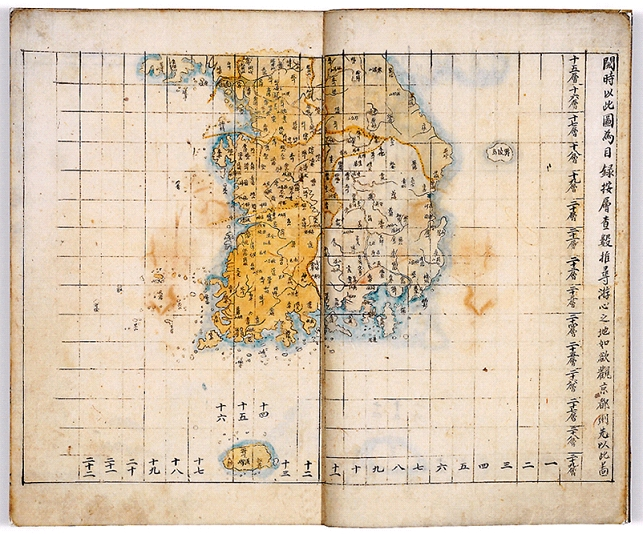
青邱図

「青邱図」（せいきゅうず）は1834年、金正浩が作成した朝鮮半島地図。青邱線表図ともいう。青邱（青丘）は朝鮮半島を指す雅称。韓国の宝物第1594号に指定されている。現存する古地図の中では最も大きく、横462センチメートル、縦870センチメートル、縮尺は1:216,000である。古地図の中で一定の大きさの地域に区分し縮尺が同一の全国地図の中で最も精密であり、後に製作される「大東輿地図」の基礎となる彩色筆写本である。上下2冊になっており、現在、ソウル大学校内の奎章閣、韓国国立中央図書館と嶺南大学校付属図書館に所蔵されている。

## 「青邱図」の構成及び内容
金正浩が製作した最初の地図であり、2冊に分けられている「青邱図」は、最初に崔漢綺が書いた跋文を載せ、次に金正浩が書いた凡例があり、1面大になった「四郡三韓図」「三国前図」「本朝八道盛京合図」と4面大の「新羅九州郡県総図」「高麗五道両界州県総図」「本朝八道州県図総目」が載せられている。
4面大の新羅、高麗、朝鮮地図は行政区域及び地名の時代的変遷を概観することができ、「青邱図」の各地方地図を探すための索引的役割をしている。それ以外に付録として「軍国総目表」という題目の、当時の行政区画別男女人口・軍保・穀簿・坊面・田畑・民戸等が記載された表がある。また地図の内容には水系・地形・城郭・倉庫・駅道・烽燧・橋梁・峠・島・戸口・市場・軍兵・堤堰・土産・貢納・風俗・陵墓・寺刹など、その地域の特色を顕す地誌事項も詳細に記録している。
- 第1冊：青邱図題、青邱図凡例、本朝八道州県図総目、都城全図、諸州県図、東方諸国図、四郡三韓図、三国前図、新羅州県総図、高麗五道両界州県総図、本朝八道盛京合図、軍国総目表
- 第2冊：本朝八道州県図総目、都城全図、諸州県図、青邱図凡例

## 「青邱図」の特徴

### 地図構成方法
全国を横22層、縦29層に分け、見やすいように冊子状にした総321面の冊子図であり、横70里、縦100里を基準に方眼を引いた画定地図である。これは東西の長さを1,540里、南北の長さを2,900里と計算したものである。このような画定法は従来の画定法とは異なり、正祖の時代、天文観測により定まった8度の極高度（経緯度）を根拠としたものである。このとき、南北3千里は縦30層であるが、済州島と全羅道を繋ぐ1層が省略されている。また「青邱図」は、それまでの方眼が地図の上に引かれてあり山と川を分ける既存の地図の問題点を指摘し、各面の上と下、または右側に10里の方眼を表示したのみで、地図の上には方眼を引かなかった。
そして郡県の境界を確実にし、特に飛び地と斗入地を表示し、一目でわかるようにしたのだが、この点で「青邱図」はそれまでのどの地図よりも実用的である。

### 索引図
「青邱図」には索引図的役割をする本朝八道州県図総目が収録されている。これは地図を探す方法を作ったことで、経緯線表には方眼の縦横に連番が付けられ、各地図の方眼に書かれてある縦横の連番を辿って地図を簡単に探すことができる。

### 地誌情報の結合
郡県を把握し統治するため一般的に収録した地誌的な内容である戸口・田結・穀総・軍丁の数とソウルまでの距離を各郡県が記されている地図の上に直接記録し、統治情報を表した。そして、新羅以降の各郡県の名称の変遷を邑治の周囲に、新羅は「羅」と、高麗は「麗」と区分して記してあり、行政区域及び地名の時代的な変遷を概観することができる。また、過去の戦闘の記録など、当時としては重要な様々な歴史情報を該当場所に簡略に記してあり、歴史情報を知ることができる。最後に、自然地理情報としては、山の表示を大きさや重ねた線の数でもって地形の高低を一部表現したことで見つけだすことができる。

### 地図式
四方を12個の方位に分け、10里間隔の縁が描かれてあり、この地図式は記号のみ別途に集めた凡例表ではなく、地図上で直接海、川、山、邑城、牧場、池、橋、峠、烽燧、楼閣などの記号を説明しているのが特徴であるが、このような地図凡例の表現は現代地図でも使用されている方式である。

### 凡例
凡例の用途で最も重要なのは同一の情報を同一の記号で表現し、地図に収録された情報に統一性を付与し、利用者に一目瞭然に理解できるようにする点である。凡例の内容は方面の呼び名が面・坊・社のように地方により異なっていたのを「面」に統一させた。また、鎮堡・祠院・駅・倉などの位置表示があった曖昧さを克服するため、鎮・社・駅・倉の文字の部分が位置であることをはっきりとさせた。郡県邑治の場合、横に長く大きい四角形を通して情報を統一させたが、内側に固有名称など2字を書き記し、他の郡県と区別できるようにして、兵営、水営、統営、各種営は横あるいは縦に長く小さい四角形の中に名称を書き入れた。烽燧は火が燃える三角形型で描かれている。これ以外に道路が黒色の実線で表示されてあり、河川は黒色の双線に青色を塗り、山地は黒色の連続した峰に緑色を塗っている。

### 科学的な地図
索引図、地誌情報の結合、地図式、凡例をもって、また地図構成での方眼画定や方位算出、極高による地図の補正などは当時「青邱図」が朝鮮において最も科学的知識と技術を活用した地図であったことを示している。

### 「青邱図」の不備
「青邱図」は当時のどの地図よりも優れてはいたが、古地図故の欠点を持ってもいる。地図の図式、即ち地図式において伝統的な方式を採用し、方位を12方位とすることで地図自体は正確であるが、地図の地点表現が不明瞭になった。水系は正確に表示された一方で、山脈は鎮山を中心に表現したことで山脈が多い東側が実際よりも大きく描かれた。さらに付記が多く地図の独立性よりも地理誌「東輿図志」の副図的な性格を帯びている。

## 「青邱図」の製作原理
「青邱図」は崔漢綺の「青邱図題」によれば次のような製作原理で作られた。
- 地図製作は画野分州から始める。画野分州では山脈と水系により地域を分けた。
- 天文観測による経緯線の決定について、崔漢綺は「空の1度は地の200里になり、また時間の4分に相当する」と述べた。
- 1791年に天文を観測した結果として、地形・位置・方位などを校正した。これは1713年に清の使臣何国柱一行が漢陽を訪れ、象限大義を用いて漢城府を鍾路の極高を実測し北緯37度39分15秒、北京順天府を基準にして漢陽が偏東10度30分という実測値を得た。これを基礎に正祖が1791年に「輿地図」に立脚し8度の経緯度を量定させた。これにより8度の分幅と全国の州の分表が自由自在になり、実際の姿と大きく違わない地図を描くことができるようになった。「輿地図」はいろいろあるが鄭喆祚・黄燁・尹鍈が編纂した「輿地図」が特に優れており、金正浩はその地図を参考に「青邱図」を作った。
- 従来の地図の弊害を指摘した。鄭尚驥が指摘したように紙の大小に合わせて334の州県を等しく描いたために小さな行政区域は広がり、広い行政区域は狭まってしまった。金正浩はこれに留意し、全国を同じ比率に製図することで縮尺比例が整然となり州県の分合が可能になった。
- 裴秀の六体を入れ、地図製作の原理を説明した。西晋の裴秀は「禹貢九州地図」を書いた地理学者であり、政治家である。裴秀が中国の地図学の基礎を築いたのだが、地図製作の6つの原理を提示した。

1.分率：地形の東西南北の幅員
2.準望：彼の地と其の地の地形を理解する方位
3.道里：彼の地と其の地の距離
4.高下：地形の高低
5.方邪：地形の特徴や歪み
6.迂直：地形の凹凸や湾曲

## 「青邱図」の製図原理
「青邱図」は裴秀の六体にそって作られた。即ち方眼線を引くとき、横70里、縦100里に分け、分率を考慮し、準望は東西南北の4方位の代わりに12干支の12方位法を使って方位を明らかにした。距離の均定のため一定の地点を中心に10里毎に円を描き道里を明らかにしたのだが、これが平環法である。それ以前に使われていた方罫法は4隅の里数が四正（子・午・卯・酉の4方位）より遠いために距離を均定にすることができない欠点があった。
また天文観測による経緯線標識を適用した点と、「幾何原本」を参考にし西洋幾何学の原理を利用した拡大縮小の正確性が挙げられる。

## 参考資料
- 한영우, 안휘준, 배우성, 《우리 옛지도와 그 아름다움》, 효형출판, 2003, 118~120쪽.
- 이기봉, 《김정호의 청구도 제작 과정과 지도적 특징에 관한 연구》, 대한지리학회* *제39권 제3호, 2004, 486~490쪽.
- 이상태. 《한국 고지도 발달사》. 서울: 혜안, 185~242쪽.
- 숭실대 한국기독교박물관 – 청구도